# Университет штата Орегон в Портленде
Университет штата Орегон в Портленде (англ. Portland State University, PSU) — общественный университет в Портленде (штат Орегон), основанный в 1946 году. По количеству учащихся является крупнейшим университетом штата Орегон, и единственным университетом штата, расположенным в черте крупного города. В университете проводится обучение до уровней бакалавра, магистра, доктора (в 17 областях). Университет входит в систему Oregon University System (OUS).

## История
Университет был основан под названием Vanport Extension Center в июне 1946 года как центр для обучения ветеранов Второй мировой войны..

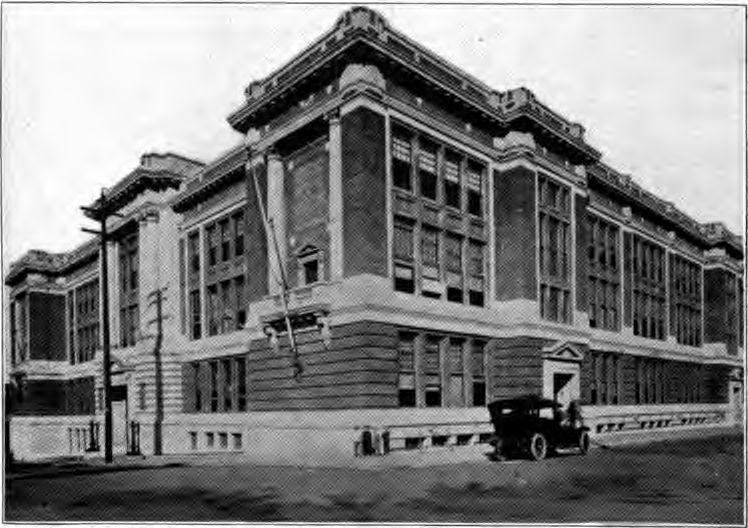
Lincoln Hall в 1920, тогда — средняя школа, ныне концертный зал университета и институт искусств

В 1953 году университет переехал в пригород Портленда, заняв пустующие здания Lincoln High School на улице SW Broadway. В начале 1952 года университет переименовался в Portland State Extension Center, а в 1955 — в Portland State College, чтобы подчеркнуть наличие четырехлетних образовательных программ. Также его называли «The U by the Slough». К 1956 году количество обучаемых ветеранов сократилось.
Рост Университета штата Орегон в Портленде был ограничен в течение нескольких десятилетий из-за правил Oregon University System от 1929 года, которые запрещали разным университетам штата иметь одинаковые образовательные программы, с исключением лишь для Орегонского университета и Университета штата Орегон.
Программы послевузовского профессионального образования (англ. Graduate school) появились в 1961 году, докторские программы — в 1972-м.
Статус университета получен от Oregon State Board of Higher Education в 1969 году, тогда же он получил современное название — Университет штата Орегон в Портленде.
В 1993 году PSU ввел междисциплинарные образовательные программы «University Studies», которые привлекли значительный интерес. В 2003 году появились программы по африкологии (англ.), и центр для поддержки студентов — коренных американцев.

## Кампус
Большая часть университетского городка занимает 20 гектаров в юго-западном районе Портленда.